# Herveu de Bretanya
Herveu de Bretanya, Hervé en francès (Guimiliau, Bretanya, ca. 521 - Plouvien, 556) va ésser un eremita i abat bretó. És venerat com a sant per l'Església catòlica i l'ortodoxa.

## Biografia

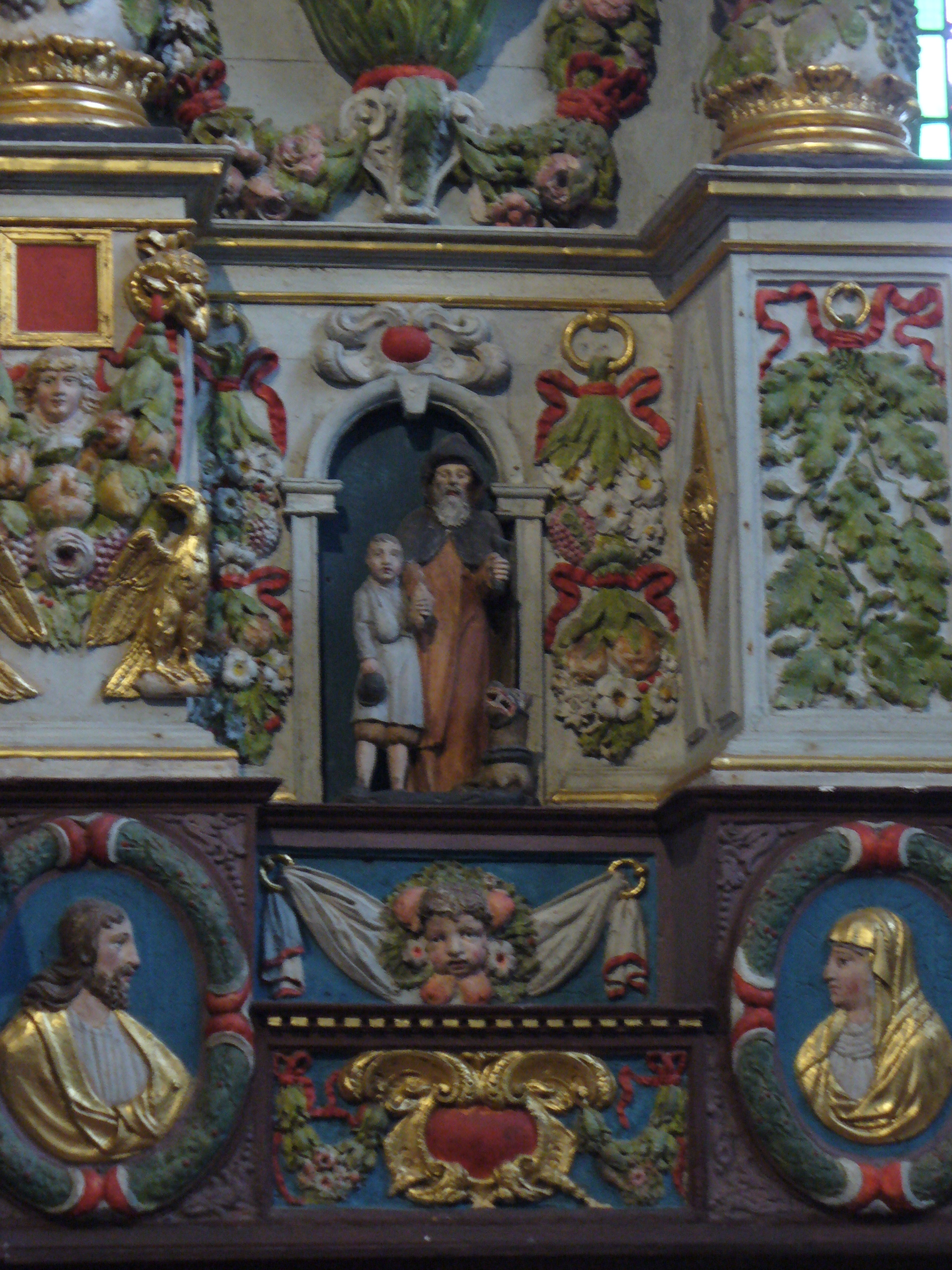
Retaule a saint-Miliau (Guimiliau), amb el sant conduït pel nen i el llop.

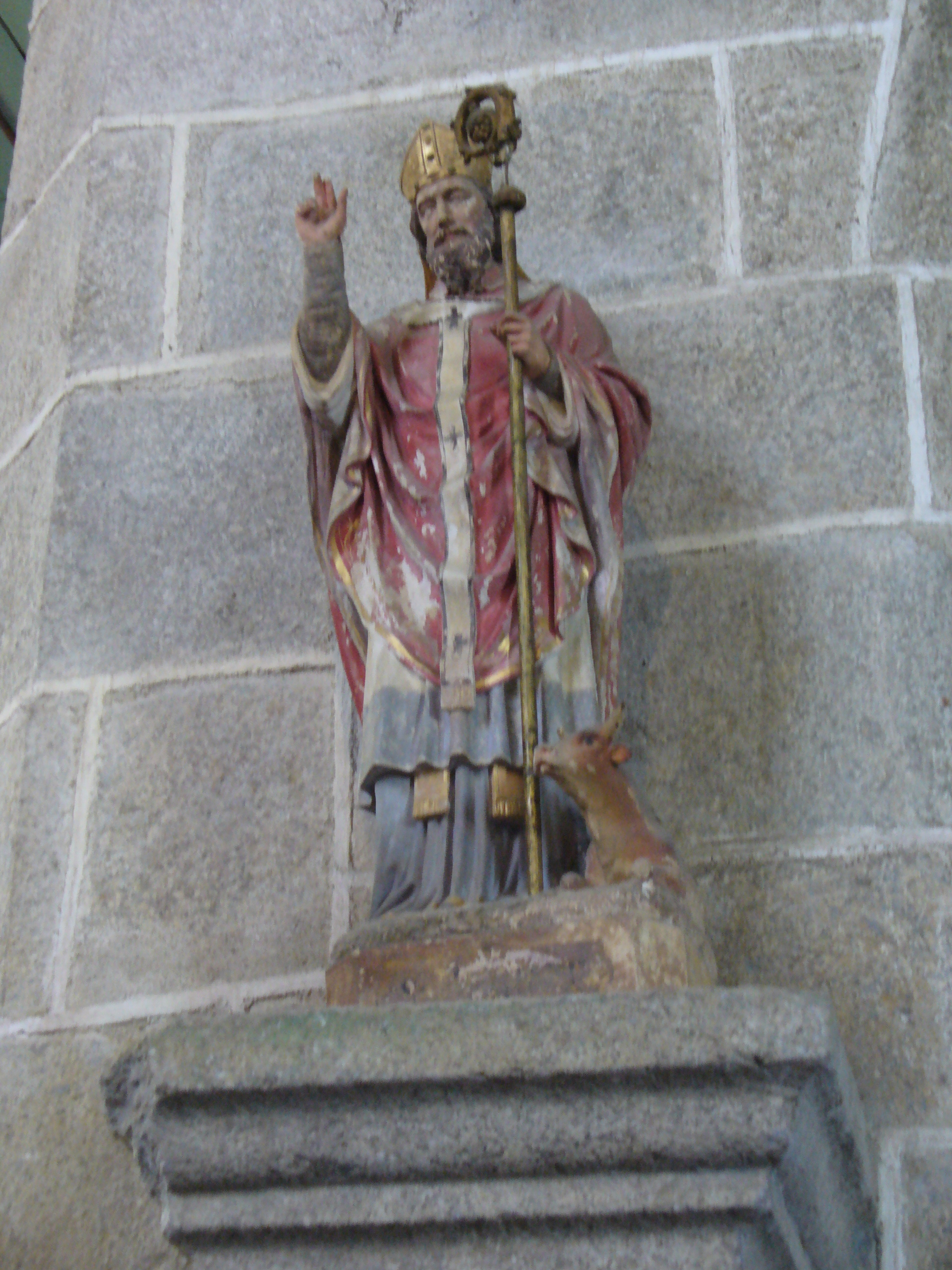
Escultura a Saint-Miliau (Guimiliau).

Va néixer a Guimiliau (algunes fonts indiquen que era de Gal·les), i la tradició el fa fill d'un reconegut bard britó anomenat Hivarnió, que havia estat a la cort de Khildebert I; la seva mare era de l'Armòrica i es deia Rivanone, i el seu oncle, sant Urfold. Era cec de naixement. Amb el seu deixeble Guiharan, va viure prop de Plouvien com a eremita i bard.
Va atraure alguns deixebles, però mai no volgué ordenar-se sacerdot ni acceptar cap honor com el d'abat de la comunitat, tot i que va ésser exorcista. Va morir en 556 i fou sebollit a Lanhouarneau.

## Veneració
Fou enterrat a la ciutat de Lanhouarneau, que esdevingué lloc de pelegrinatge. En 878, per protegir les relíquies dels atacs dels normands, foren portades a una capella del castell de Brest. En 1002, en un reliquiari d'argent, foren donades pel duc Jofre al bisbe de Nantes, que les dugué a la catedral de la ciutat. Les restes es perderen definitivament durant la Revolució francesa.
És un dels sants més populars de Bretanya, amb nombroses capelles arreu de la regió, com les de Gourin, amb una font miraculosa, i Langoelan, on es beneïen els cavalls el dia de l'aplec.

### Llegendes
El seu pare era un destacat bard, pietós i cast, que decidí deixar la cort i fer vida religiosa; un àngel se li aparegué en somnis i li digué que havia de trobar una dona, Rivanone, i casar-s'hi: tindrien un nen que seria un conegut servent de Déu. Hivarnió ho feu així i engendrà el nen, però els dos esposos van continuar vivint separats per guardar la castedat. La mare digué a Hivarnió que voldria que el seu fill "no veiés la falsa i enganyosa llum del món", i el pare respongué que seria així, però que "veuria l'esplendor del Cel": per això, el nen nasqué cec, però tenia visions de les beatituds celestials.
Segons la llegenda tenia poder sobre els animals i era acompanyat i guiat per un llop que li feia de gos pigall i que, deia la tradició, havia matat el bou o l'ase que Herveu feia servir per llaurar el camp. Herveu li recriminà el fet i el llop, penedit, restà amb ell i feia les funcions del bou